# علی بن ابی‌حمزه بطائنی
علی بن ابی‌حمزه بطائنی که به اختصار ابوالحسن علی بن ابی حمزه خوانده شده‌است، از یاران و شاگردان جعفر صادق و موسی کاظم بود که پس از به زندان افتادن موسی کاظم و مرگ وی در زندان، با همدستی چند تن از وکلای موسی کاظم، فرقه واقفیه را تاسیس کرده و منکر مرگ موسی کاظم شدند.

## نسب
وی از بطائنه است و علت نامگذاری انان به بطائنی، شغل اجداد انان (بِطانه) بوده است که منظور دوختن یا خرید و فروش آستری لباس است.

## نقل روایت
وی از ناقلان روایت مهم در علم روایت محسوب می شود که حتی شیعیان غیر واقفی نیز از نقل٬های وی استفاده می‌کنند. بطائنی از افراد بسیاری نقل روایت کرده است، از جمله:
- جعفر صادق
- موسی کاظم
- علی بن موسی الرضا
- ابوبصیر اسدی
- ابان بن تغلب
- معاویة بن عمار
- محمد بن مسلم
- و راویان دیگری که تعدادشان به پانزده تن رسیده است.

## مرگ
آورده اند که وی به سال ۲۰۰ ه.ق از دنیا رفته است.